# 古内重広
古内 重広（ふるうち しげひろ、天正16年（1588年） - 万治元年7月12日（1658年8月10日））は、陸奥の近世大名伊達氏の家臣。実父は国分盛重。養父は古内実綱。従兄の伊達政宗とその子の忠宗に仕えた。幼名は四郎、通称は初め平蔵、後に主膳を称した。一関藩初代藩主田村建顕、仙台藩5代藩主伊達吉村の外曾祖父。

## 経歴
天正16年（1588年）、宮城郡国分城主・国分盛重の末子として生まれる。
慶長元年（1596年）、盛重が病と称して岩出山に参らなかったのを謀意ありとして、国分氏は伊達政宗に攻め滅ぼされた。この時、四郎は山中に逃れ、のちに姉が嫁いでいた根白石の旧国分氏家臣の古内実綱の養子家督となった。
慶長13年（1608年）、伊達政宗に召し出され、扶持方4人分、切米2両（計約28石相当）をもって御馬乗となり、その後、世子の伊達忠宗に側近として付けられた。忠宗に信頼され400石の知行を拝領したが、後に政宗からも100石の知行を拝領し、合わせて500石となった。慶長20年（1615年）5月、大坂夏の陣に出陣、道明寺の戦いにて首級を得る戦功を立てた。
寛永13年（1636年）8月26日、忠宗が仙台藩2代藩主となる襲封後は、その信任の厚さから旧来の奉行とともに仙台藩奉行職を命ぜられ、藩政の運営にあたった。名取郡岩沼要害を与えられ、2000石が加わり都合2500石となった。寛永19年（1642年）の御竿入りの後、1500石を加増され都合4000石となったが、栗原郡の野谷地の開墾により、10987石余りを加増され、合わせて14987石余りの知行となった。拝領した伊豆原を川村元吉に命じ開削させ、伊豆野堰を開き、新田開発が功を成したからである。
重広ははじめ男子がいなかったため、山口家に嫁いだ娘の子の重安を養子とし、後継と定めた。しかし後に、長男の重直（通称は造酒祐（みきのすけ））、次男の重門が生まれた。
明暦3年（1657年）、仙台藩奉行職を辞し隠居する。隠居分として金子300両、100人扶持（450俵）を藩より支給された。なお、重広はそれまでの知行高を二分して、8050石余りで養子の重安に古内家を継がせ、残りの6923石余りを実子の重直に与え、別家を興させた。
万治元年（1658年）7月12日、主君伊達忠宗の死に際し、重広は即日殉死した。享年70。この時、古内家家臣の木名瀬直定、中山師範、鈴木兼行の3名も重広に殉死した。この家臣の墓とともに、夫人と仙台市泉区小角の大満寺に墓所はある。

## 系譜
- 父：国分盛重
- 養父：古内実綱
- 養母：名不詳（国分盛重の娘・実の姉）
- 正室：高木氏（宝樹院殿）[2]
  - 養子：古内重安（外孫、山口重如の子。通称は肥後、のち主膳） 古内家を継ぐ[3]。
  - 長女：名不詳（山口重如の室）- 田村建顕の外祖母
  - 次女？：久（片倉景長の室）- 伊達吉村の外祖母
  - 長男：古内重直（通称は造酒祐） 別家を興す。
  - 次男：遠藤定富（古内重門） 下衣川遠藤家の養子
  - 三男：伊東重門（伊東重義の養子）